# Karcsú szöcske
A karcsú szöcske (Pachytrachis gracilis) a fürgeszöcskék családjába tartozó, Délkelet-Európában honos szöcskefaj.

## Megjelenése
A karcsú szöcske testhossza a hím esetében 14-18 mm, a nőstény 17-20 mm, ehhez járul a 12-17 mm-es tojócső. Viszonylag kis, törékeny testű faj. Színe vöröses- vagy szürkésbarna,  néha sötétbarna, alul zöldes (főleg a lárváknál és fiatal imágóknál) vagy halványszürkés. Torpajzsának oldalsó lebenyei sötétek, pereme viszont fehér. Szárnya csökevényes, hossza a hímeknél kb. a torpajzs fele, a nőstényeknél csak kis sötétbarna pikkely maradt belőle. A comb alsó oldala zöldes. A hím cerkuszai (potrohfüggelékei) hosszúak, egyenletesen vastagok, kissé széttartók, szőrösek. A nőstények tojócsöve a végén kissé felfelé ívelő, a végén visszavágott. 
Ciripelése alig hallható, inkább az ultrahangtartományban detektálható. Halk, rövid (0,3-0,5 másodperces) cirpelésekből áll, melyekben 4-6 kattogás ismétlődik gyorsan; ezt 2-3 másodpercenként ismétli. 

### Hasonló fajok
A szemölcsevő szöcske, a Roesel-rétiszöcske, a púposhasú rétiszöcske és a szürke rétiszöcske hasonlít hozzá.

## Elterjedése
Délkelet-Európában honos, Északkelet-Olaszországtól a Kárpát-medencén és Erdélyen át a Balkán déli részéig (Dél-Görögország kivételével). Magyarországon nem gyakori, főleg a déli hegy- és dombvidékeken él, a Mecsekben van a legnagyobb állománya. 

## Életmódja
Sziklagyepek, cserjések, molyhos tölgyesek, bokorerdők, erdőszélek szöcskéje. A magasabb gyepszintben mozog. Melegkedvelő. Rejtőzködő, elég félénk, ritkán ritkán lehet néhány méterre megközelíteni. Ragadozó, kisebb rovarokkal táplálkozik. 
Kifejlett példányai június végétől október végéig figyelhetők meg. A peték áttelelnek és a következő év áprilisában kelnek ki belőlük a lárvák.

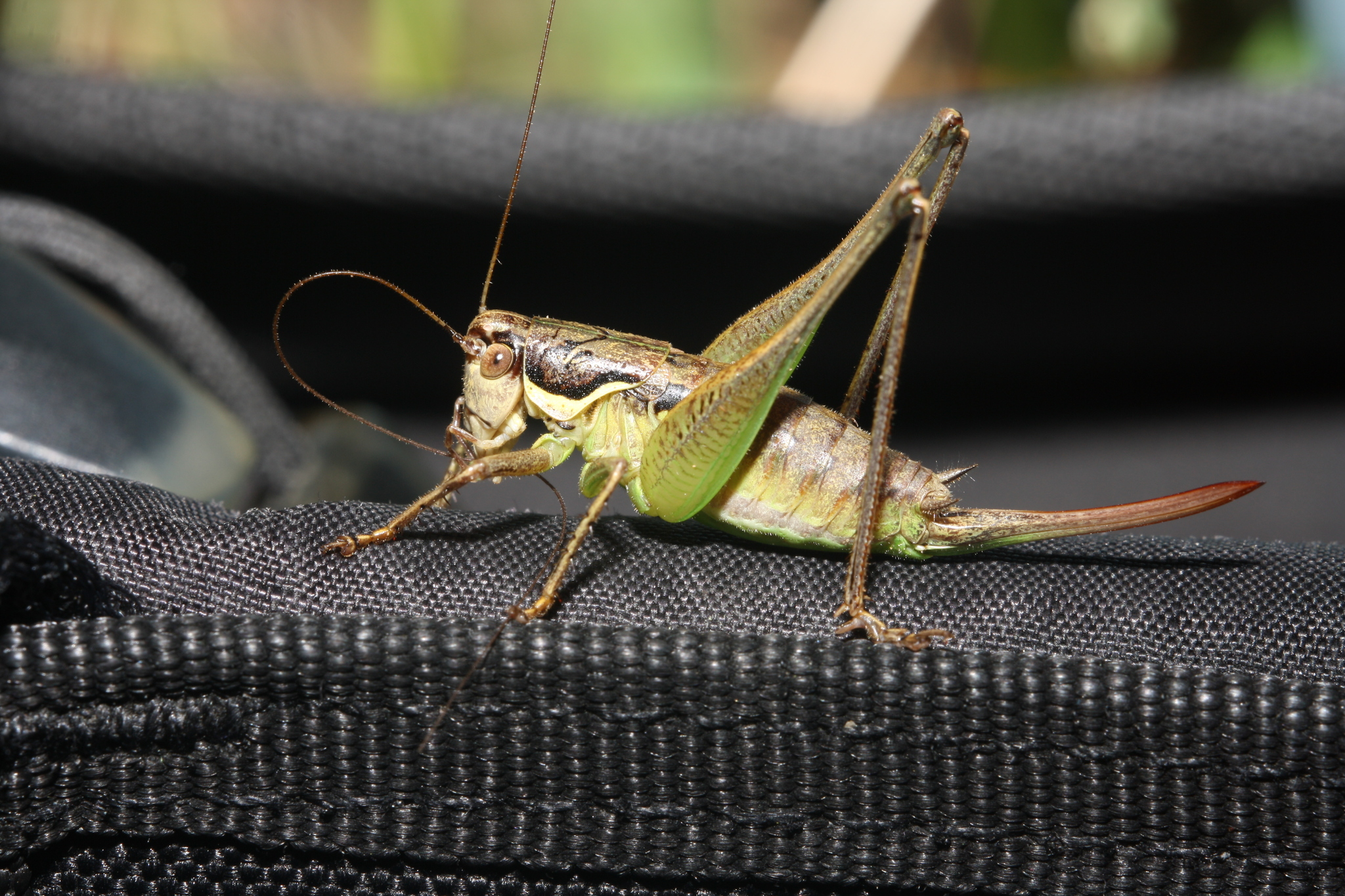
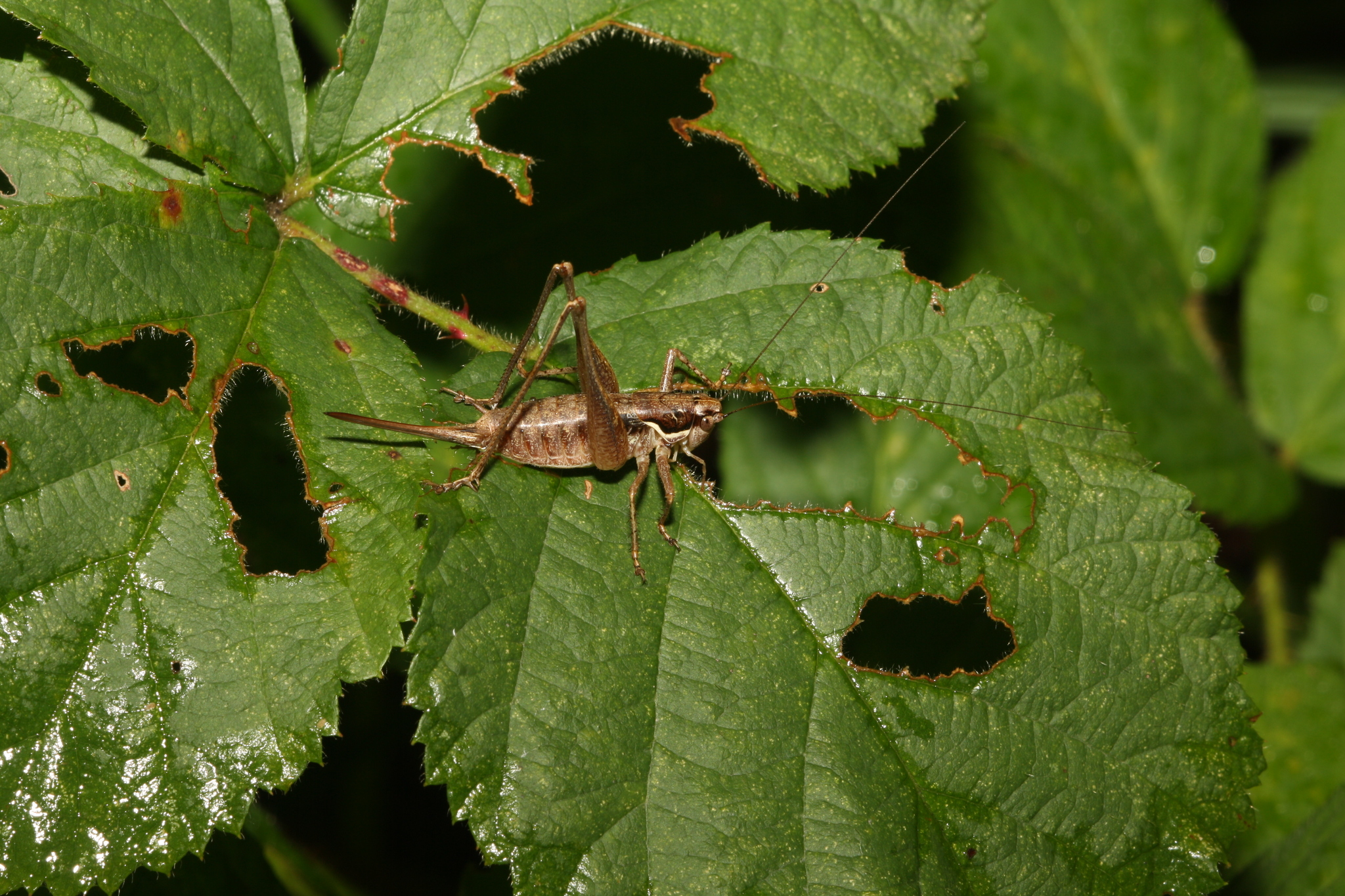
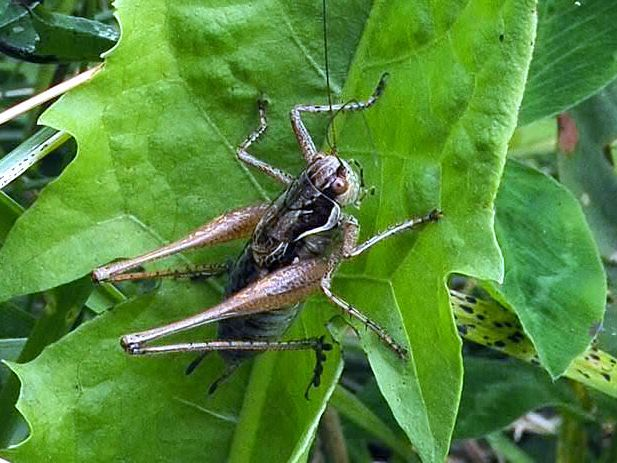
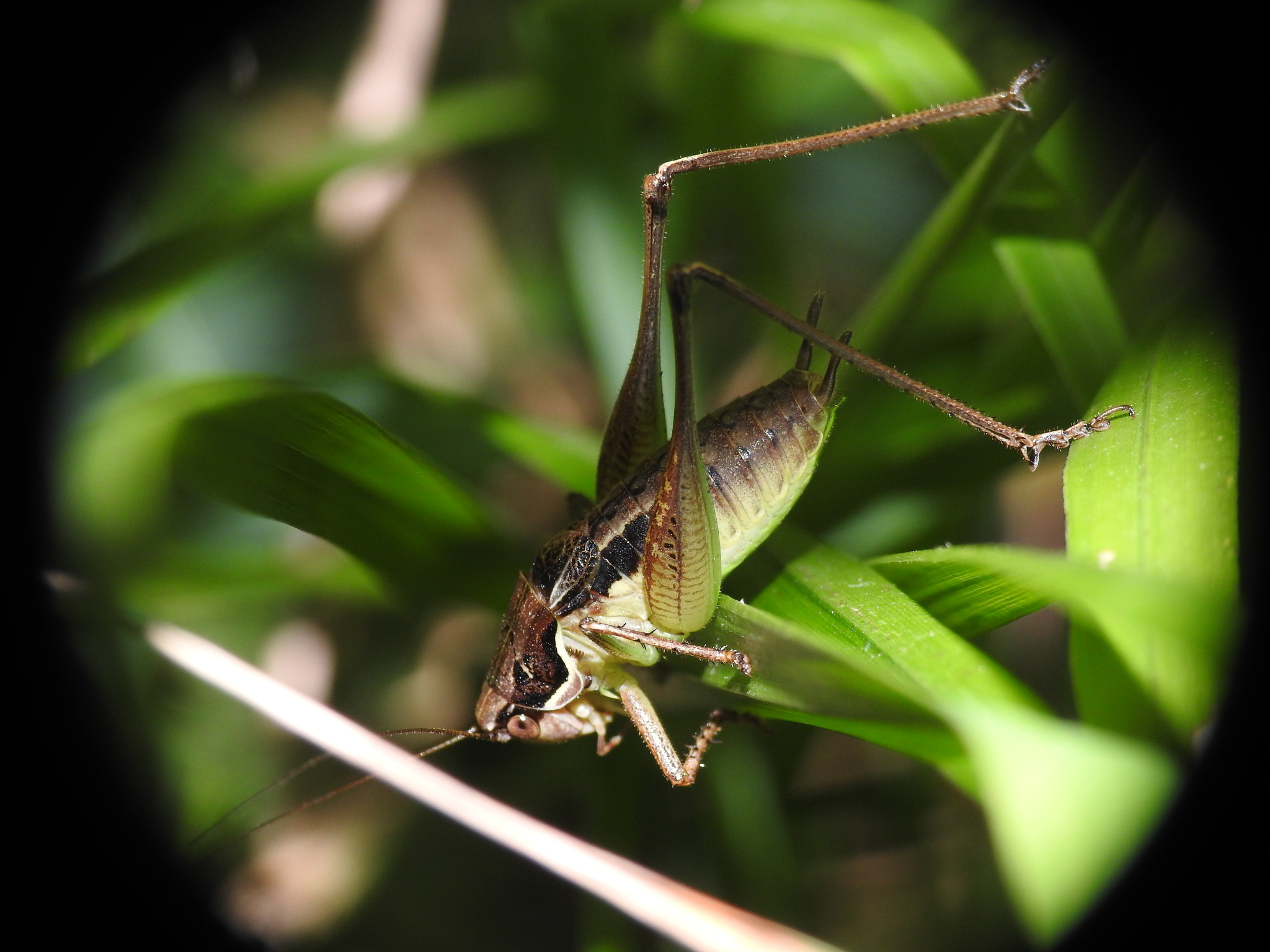
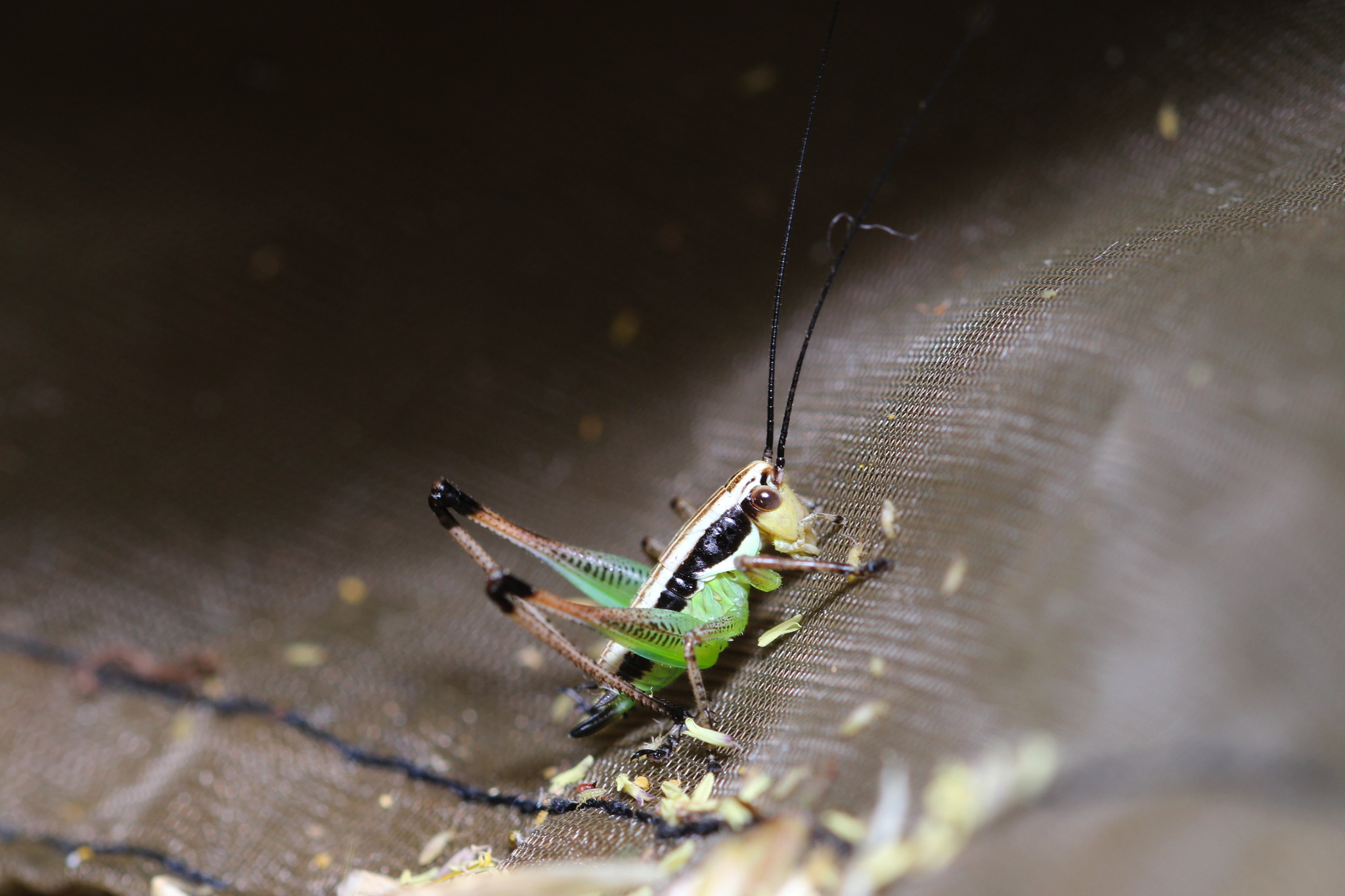

Magyarországon nem védett.